# Sarah Morgan

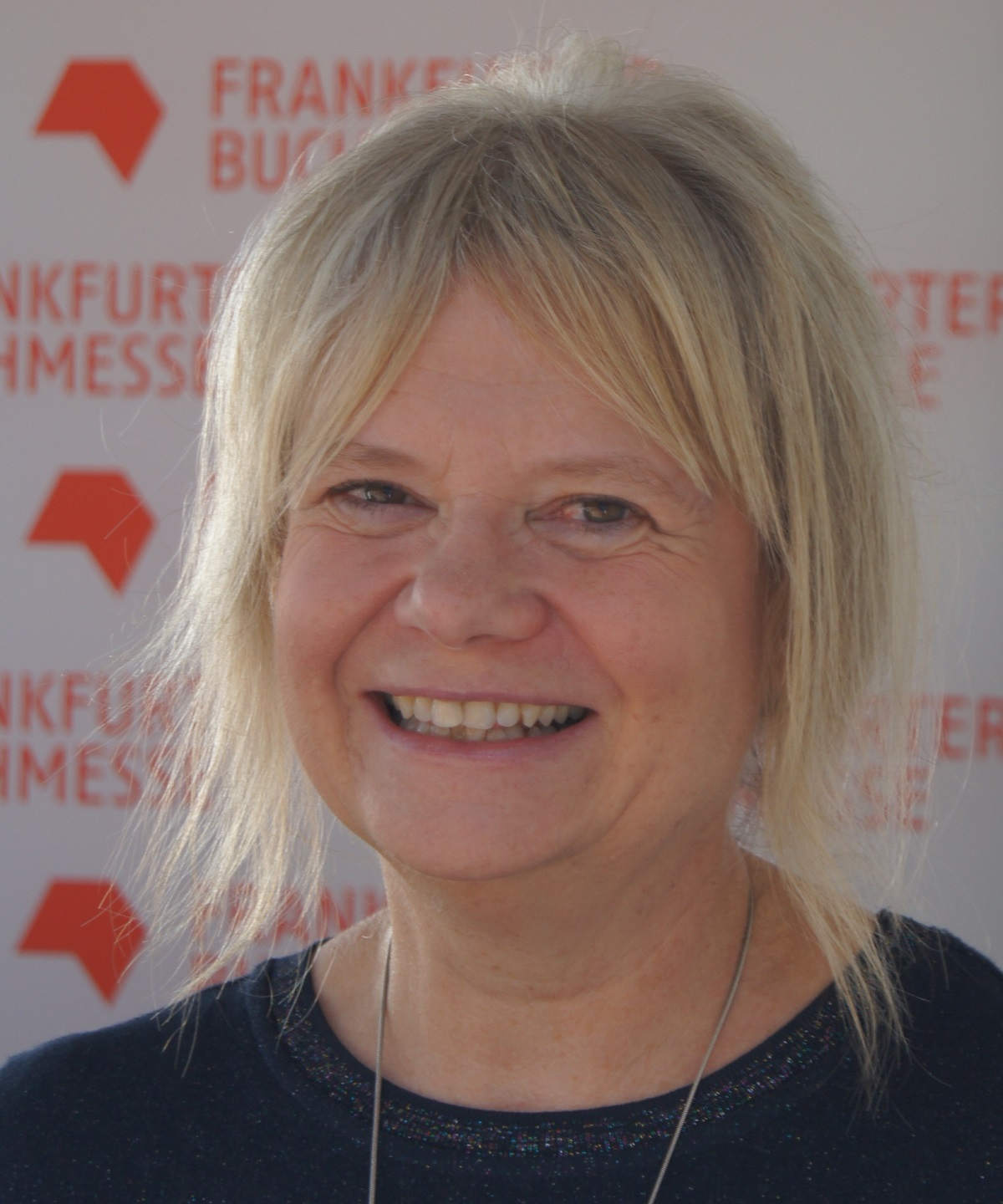
Sarah Morgan (2018)

Sarah Margaret Morgan (* 17. Mai 1948 in Großbritannien) ist eine britische Schriftstellerin. Ihre Werke werden von USA Today regelmäßig in den amerikanischen Bestsellerlisten geführt.

## Leben und Werk
Morgan war Krankenschwester, bevor sie nach der Geburt ihres ersten Kindes zu schreiben begann. Sie ist verheiratet, Mutter von zwei Söhnen und lebt in der Nähe von London. 
Morgans der Trivialliteratur zugeordneten Romane beschreiben zeitgenössische Romanzen, die mit einem Happy End schließen. Zu ihren bislang über 15 Millionen weltweit verkauften Büchern gehört die erfolgreiche „From Manhattan with love“-Reihe. Drei ihrer Liebesgeschichten gewannen 2012, 2013 und 2017 den „RITA Award“ der Romance Writers of America, zwei weitere wurden für diesen Preis nominiert.

## Werke (Auswahl)
- The Island Villa. – Im Sommer treffen wir uns wieder. 2024.
- Beach House Summer. – Das Haus der Sommerfreundinnen. 2023.
- Holiday in the Hamptons. – Verliebt bis in die Fingerspitzen. 2018.
- New York, actually. – Verliebt bis über beide Herzen. 2018.
- Moonlight over Manhattan. – Verliebt für eine Weihnachtsnacht. 2018.
- Sunset in Central Park. – Ein Sommergarten in Manhattan. 2017.
- Miracle on 5th Avenue. – Lichterzauber in Manhattan. 2017.
- Sleepless in Manhattan. – Schlaflos in Manhattan. 2017.
- First time in forever. – Einmal hin und für immer. 2016.
- Some kind of wonderful. – Für immer und ein Leben lang. 2016.
- Christmas ever after. – Für immer und einen Weihnachtsmorgen. 2016.
- Suddenly last summer. – Sommerzauber wider Willen. 2015.
- Maybe this Christmas. – Weihnachtszauber wider Willen. 2015.